# Miomantis arabica
Miomantis arabica es una especie de mantis de la familia Mantidae.

## Distribución geográfica
Se encuentra en Yemen  y en  Arabia Saudita.